# 밤섬

여의도를 배경으로 한 밤섬의 경관.

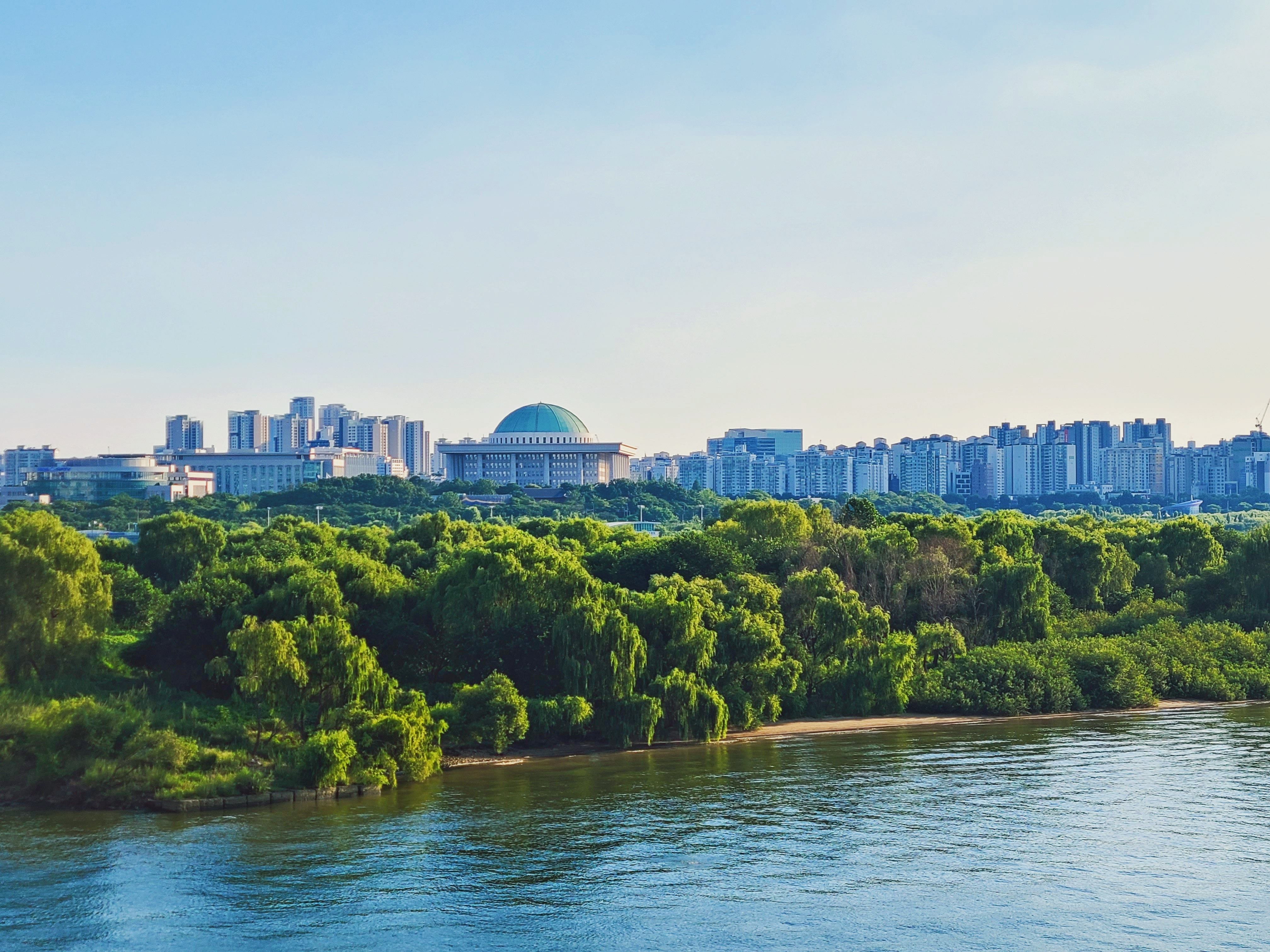
서강대교에서 바라본 밤섬과 한강,
여의도 국회의사당의 풍경

밤섬 또는 율도(栗島)는 서울특별시 영등포구 여의도동과 마포구 당인동에 걸쳐 있는 한강의 하중도(河中島)로 서강대교가 섬을 관통하고 있다. 철새도래지로 유명하다. 1999년 8월 10일에 '생태계보전지역'으로 지정되었다.

## 역사
- 고려 말기 : 귀양지였다.
- 조선시대 : 한성부 율도, 주민 상주(常住) 시작.
- 1910년 10월 1일 : 경성부 서강면 율도
- 1914년 4월 1일 : 여의도[2]와 합쳐 경기도 고양군 용강면 여율리에 속함.[3]
- 1936년 4월 1일 : 경성부 편입(율도정).[4]
- 1945년 광복 후 : 서울특별시 마포구 율도동[5]
- 1968년 2월 10일 : 여의도 개발을 위한 제방 축조에 필요한 잡석 채취 목적으로 밤섬 중심부를 폭파하여, 섬이 윗밤섬(북서쪽)과 아랫밤섬으로 나뉨.
- 현재 : 윗밤섬은 마포구 당인동에, 아랫밤섬은 영등포구 여의도동에 속해 있다.

## 섬 면적의 변화
- 폭파 전 : 5만2,087평(주민 거주지: 1만7,393평)이었다. 아랫밤섬이 5만905평으로 대부분이었고, 윗밤섬은 1,182평에 불과했다.
- 1968년 폭파 후 : 4만7,490평.
- 1985년 : 5만3,630평.
- 1991년 : 6만170평.
- 1999년 : '생태계보전지역' 지정 당시 7만3,050평. 퇴적작용으로 인해 윗밤섬(4만1,600평)이 아랫밤섬(3만1,450평)보다 더 커졌다.
- 2013년 : 서울특별시에서 GPS 측정 결과 27만 9,531m2로 넓어졌다. 이것은 매년 평균 4,400m2씩 증가한 것이다.[6]

## 다양한 생물종

### 식물
- 버드나무, 물쑥, 갈풀, 갈대, 물억새 등 194종의 식물종

### 조류
- 해오라기, 청둥오리, 흰뺨검둥오리, 꿩, 붉은머리오목눈이, 까치 등 77종의 조류
- 산새 등 41종, 물새·오리류가 15종, 갈매기류 3종, 백로·왜가리류 4종, 도요새 등

## 대중문화
- 영화 《김씨 표류기》의 촬영지이다.

## 사진

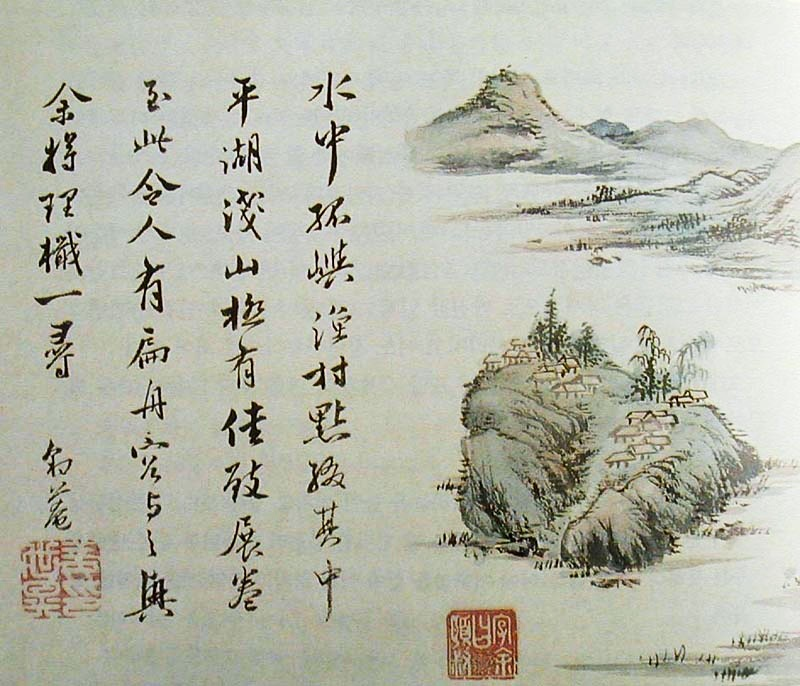
심사정이 그린 밤섬의 18세기 모습
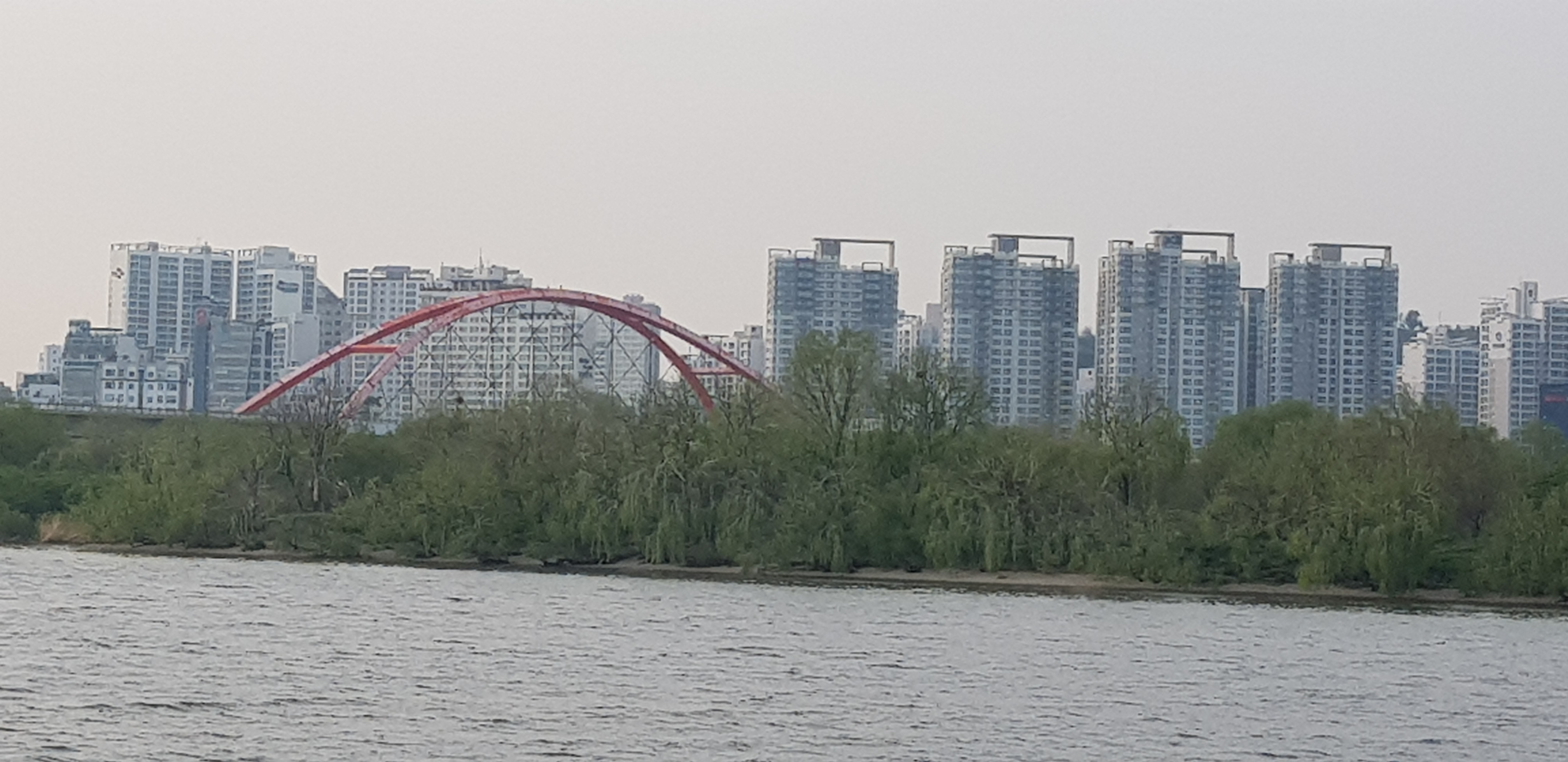
서강대교와 밤섬의 모습
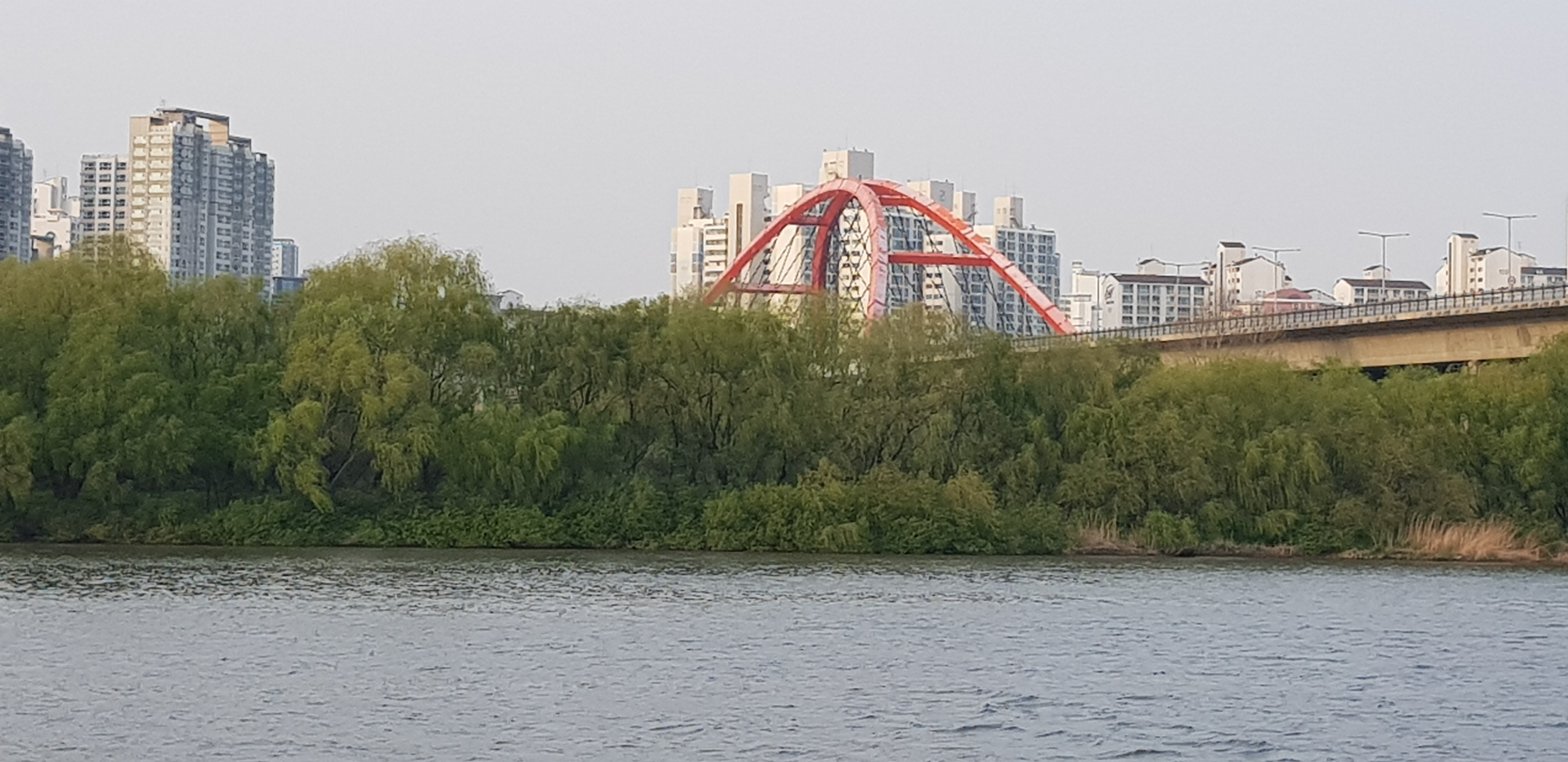
서강대교와 밤섬의 모습
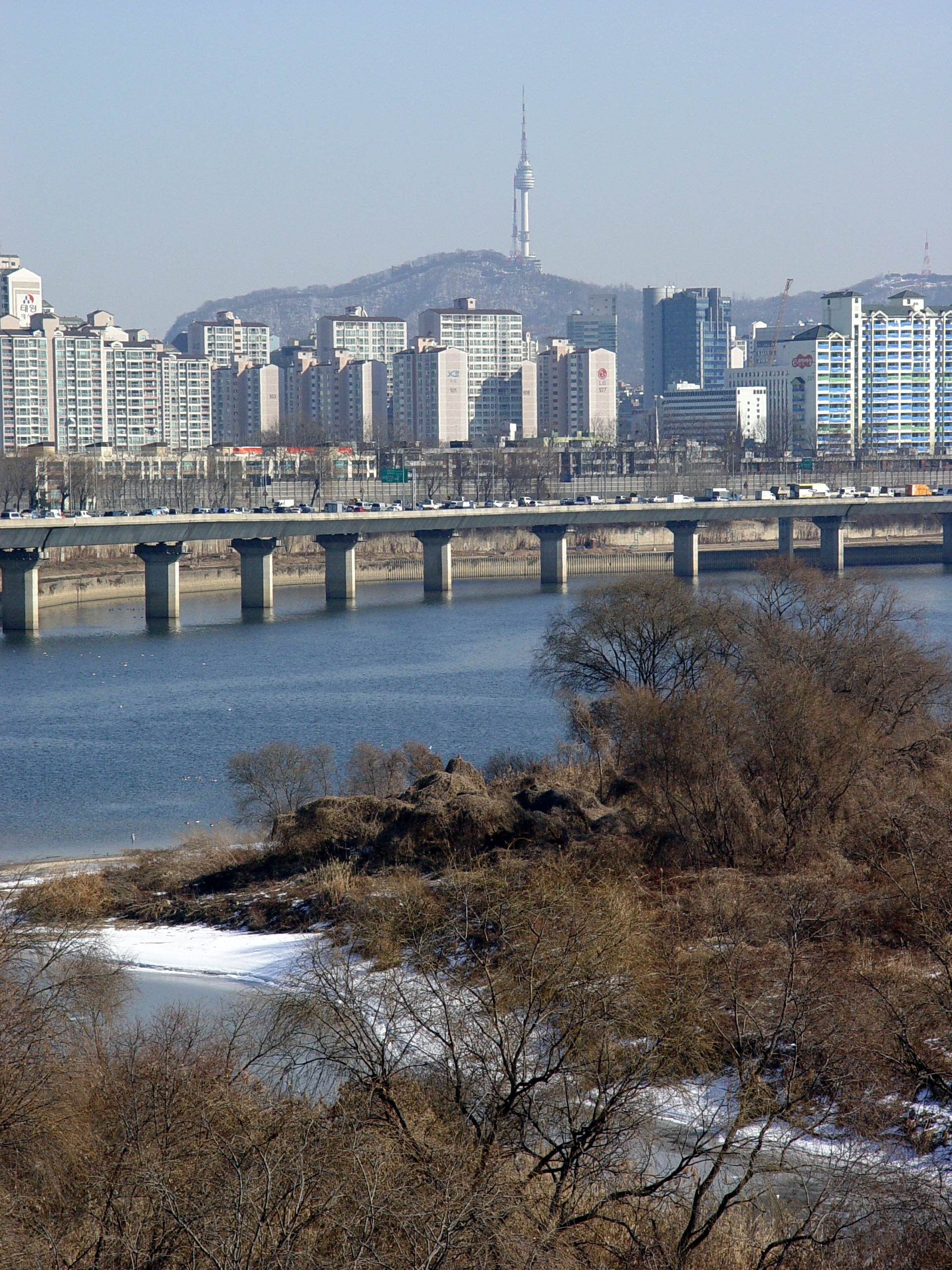
밤섬 뒤로 보이는 남산과 N서울타워
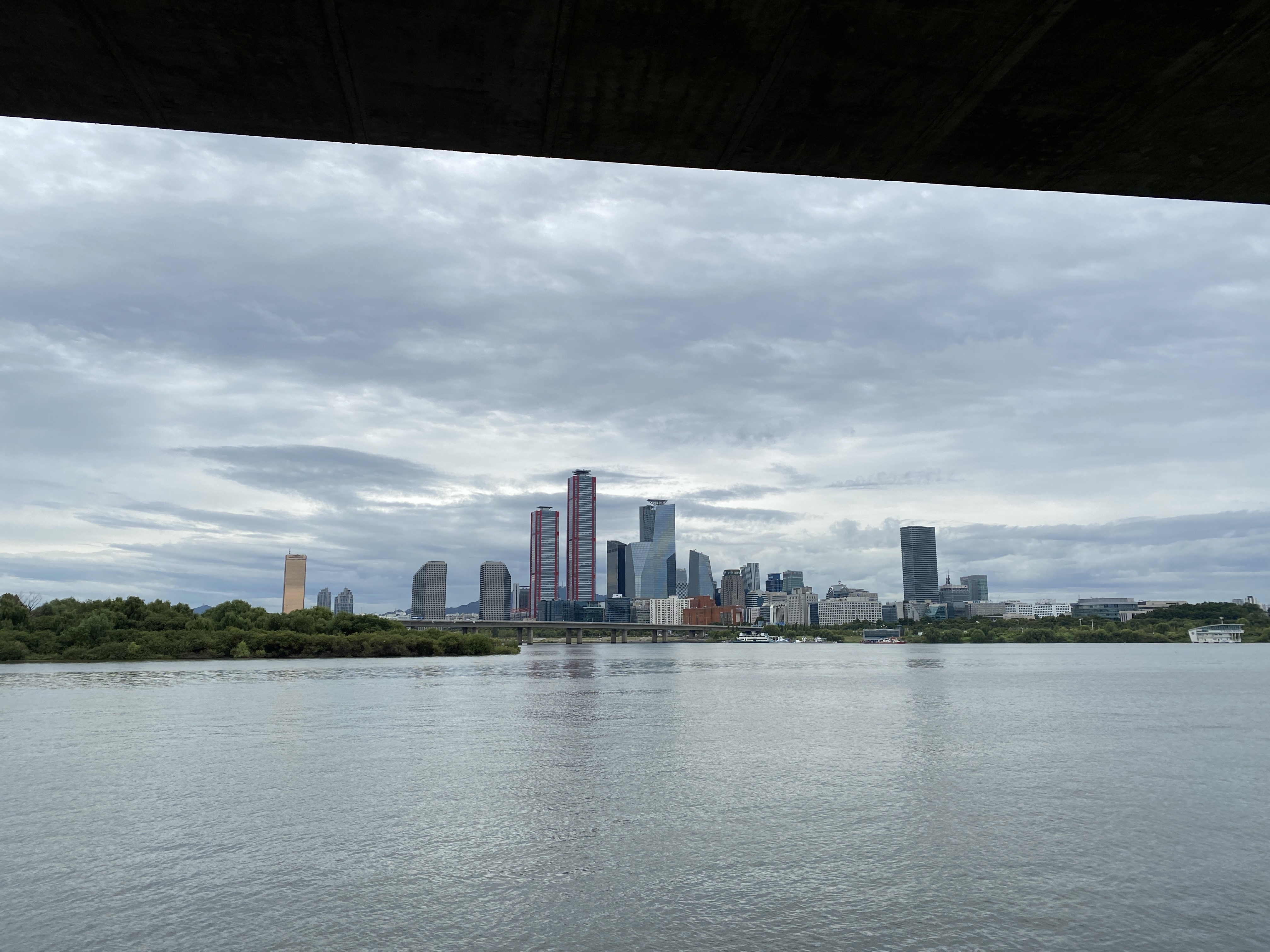
여의도와 밤섬의 모습

## 참고 자료
- 조선의 또 다른 해방구, 오마이뉴스 2008.7.1